# 克拉斯·莱斯坦德
克拉斯·伊瓦尔·维尔海姆·莱斯坦德（瑞典語：Klas Ivar Vilhelm Lestander，1931年4月18日—2023年1月13日）是一名瑞典男子冬季兩項運動員。他曾代表瑞典參加1960年冬季奧林匹克運動會冬季兩項比賽，獲得男子20公里金牌。
萊斯坦德最初是一名越野滑雪運動員，但他也是一名經驗豐富的獵人，因此最終選擇了冬季兩項。在1960年奧運會上，他在30個滑雪項目中排名第15位，但成為第一個擊中所有20個目標的國際選手，因此獲得金牌。他的競爭對手亞歷山大·普里瓦洛夫需要在最後一個崗位上清除5個目標中的3個目標才能贏得比賽，但他只清除了2個，最後獲得銅牌。與此同時，速度最快的滑雪者維克多·阿爾貝茲在20個目標中只擊中了2個目標，總排名第25位。
1961年，萊斯坦德在於于默奧舉行的世界錦標賽中獲得個人第九名，並在瑞典隊中獲得第三名。他在同年退役，從未贏得過瑞典錦標賽。
萊斯坦德一生都生活在阿爾耶普盧格，那裡的一個廣場即以他的名字命名。他是森林工人和左翼黨議員保羅·萊斯坦德的表弟。他的兒子丹·萊斯坦德是一位藝術家，在1992年法國阿爾貝維爾的奧林匹克藝術節上贏得雪雕比賽冠軍。
萊斯坦德於2023年1月13日在他位於阿爾耶普盧格的家中去世，享年91歲。